# Селище (Пермский край)
Селище — деревня в Косинском районе Пермского края. Входит в состав Левичанского сельского поселения. Располагается восточнее районного центра, села Коса. Расстояние до районного центра составляет 12 км. По данным Всероссийской переписи населения 2010 года, в деревне не было постоянного населения.
В 2 км юго-западнее деревни находится болотное озеро Вадты.

## История
До Октябрьской революции населённый пункт Селище входил в состав Косинской волости, а в 1927 году — в состав Семищенского сельсовета. По данным переписи населения 1926 года, в деревне насчитывалось 90 хозяйств, проживало 474 человека (230 мужчин и 244 женщины). Преобладающая национальность — коми-пермяки. Действовала школа первой ступени.
По данным на 1 июля 1963 года, в деревне проживало 138 человек. Населённый пункт входил в состав Косинского сельсовета.